# Synthèse théâtrale futuriste
Au début de 1915, Marinetti, Corrà et Settimelli publient le manifeste Le Théâtre futuriste synthétique dans lequel ils préconisent la condensation extrême de l’action dramatique. Ils conçoivent ainsi une scène en liberté, où la logique unitaire et la progression thématique du drame naturaliste sont remplacées par un ensemble de minipièces, sketches, saynètes se succédant rapidement au cours de la représentation. Les premiers spectacles de « synthèses théâtrales futuristes » sont donnés à partir de février 1915 dans toute la péninsule. Après la guerre, d’autres spectacles sont montés à Prague, à Tokyo, au Caire, à Barcelone et à Paris, par le groupe Art et Action fondé par les Autant-Lara.